# Мамолаєвське сільське поселення
Мамола́євське сільське поселення (рос. Мамолаевское сельское поселение) — муніципальне утворення у складі Ковилкінського району Мордовії, Росія. Адміністративний центр — село Мамолаєво.

## Історія
Станом на 2002 рік існували Мамолаєвська сільська рада (села Мамолаєво, Самозлейка, присілок Нове Леп'єво) та Новотолковська сільська рада (села Лісна Сазоновка, Нова Толковка, Руська Лашма, присілок Нова Самаєвка, селище Котрокс).
12 березня 2010 року до складу сільського поселення увійшло ліквідоване Новотолковське сільське поселення (села Лісна Сазоновка, Нова Толковка, Руська Лашма, присілок Нова Самаєвка, селище Котрокс).

## Населення
Населення — 1034 особи (2019, 1430 у 2010, 1665 у 2002).

## Склад
До складу поселення входять такі населені пункти:
| Населений пункт         | Населення, осіб (2002) | Населення, осіб (2010) |
| ----------------------- | ---------------------- | ---------------------- |
| Котрокс, селище         | 19                     | 13                     |
| Лісна Сазоновка, село   | 46                     | 29                     |
| Мамолаєво, село         | 496                    | 420                    |
| Нова Самаєвка, присілок | 217                    | 212                    |
| Нова Толковка, село     | 132                    | 105                    |
| Нове Леп'єво, присілок  | 426                    | 382                    |
| Руська Лашма, село      | 21                     | 8                      |
| Самозлейка, село        | 308                    | 261                    |